# Уштерек (Павлодарская область)
Уштерек (каз. Үштерек) — село в Павлодарской области Казахстана. Расположено справа по течению в зоне канала Иртыш — Караганда имени Сатпаева, в 43 км к юго-западу от Павлодара и в 10 км к западу от города Аксу. Находится в подчинении городской администрации Аксу. Административный центр и единственный населённый пункт Уштерекского сельского округа. Код КАТО — 551673100.
Село было центральной усадьбой бывшего овоще-молочного совхоза «Пригородный», образованного в 1970 году.

## Население
В 1985 году в селе жили 1213 человек, в 1999 году население села составляло 1262 человека (618 мужчин и 644 женщины). По данным переписи 2009 года, в селе проживало 1519 человек (775 мужчин и 744 женщины).